# 칭다오 지하철 2호선
칭다오 지하철 2호선(중국어 간체자: 青岛地铁2号线)은 중국 칭다오시에서 운행되는 지하철 노선으로, 상징색은 짙은 붉은색이다. 이 선은 자오저우완 둥안 칭다오 메인타운 내 주요 간선이며, 시에서 두 번째로 운영에 들어갔다.

## 선로
2호선은 약 37.4km 길이로 시 남구, 시 북구, 노산구, 리춘 구를 관통한다.선로는 태서반도일카칙로 남단에서 동북쪽으로 사천로, 신현로, 당읍로, 관도로로, 은현로, 장산로, 동쪽으로 태산로, 요령로,를 거쳐 서남쪽으로 태동일로 연안3로를 거쳐 홍콩중로, 홍콩동로를 거쳐서 서북쪽으로선 선전로를 거쳐서 청산로를 거쳐 서쪽으로 꺾어지는 길이다.

## 개요
2호선은 요양동로역 서북쪽에 요양동로 차량기지를 두고 있다. 차량기지는 주로 2호선의 차량정비정비 및 2,4,5호선의 차량대 및 가설임무를 맡고 있으며, 중철 11국 그룹이 건설을 맡았다. 운영통제센터 및 응급지휘센터는 차량기지 부루에 위치하고 있으며, 중청건안건설그룹이 건설을 맡았다. 35 kV 전원개폐소 2기(태동역과 요양동로역), 견인강압 혼합변전소 11기, 강압변전소 12기, 종속식 강압변전소 7기, 각 변전소에는 변전소 통합자동화시스템이 설치되어 있으며, 중압전원 네트워크는 견인 및 동력조명 혼합전원 네트워크로 되어 있다.

## 역 목록
| 역 번호 | 역명           | 중국어 역명 | 접속 노선                                   | 역간 거리 | 소재지   | 소재지    |
| ------- | -------------- | ----------- | ------------------------------------------- | --------- | -------- | --------- |
| 201     | 룬두           | 轮渡        |                                             | -         | 칭다오시 | 스베이 구 |
| 202     | 샤오강         | 小港        |                                             | -         | 칭다오시 | 스베이 구 |
| 203     | 국제크루즈항   | 邮轮母港    |                                             | -         | 칭다오시 | 스베이 구 |
| 204     | 타이산루       | 泰山路      | ■ 칭다오 지하철 4호선                       | -         | 칭다오시 | 스베이 구 |
| 205     | 리진루         | 利津路      |                                             | 1229      | 칭다오시 | 스베이 구 |
| 206     | 타이둥         | 台东        | ■ 칭다오 지하철 1호선                       | 762       | 칭다오시 | 스베이 구 |
| 207     | 하이신교       | 海信桥      | ■ 칭다오 지하철 5호선 (공사중)              | 762       | 칭다오시 | 스베이 구 |
| 208     | 지천로         | 芝泉路      |                                             | 878       | 칭다오시 | 스난 구   |
| 209     | 5.4광장        | 五四广场    | ■ 칭다오 지하철 3호선 ■ 칭다오 지하철 8호선 | 1555      | 칭다오시 | 스난 구   |
| 210     | 푸산소         | 浮山所      |                                             | 928       | 칭다오시 | 스난 구   |
| 211     | 옌얼다오루     | 燕儿岛路    | ■ 칭다오 지하철 7호선 (공사중)              | 1938      | 칭다오시 | 스난 구   |
| 212     | 가오슝루       | 高雄路      |                                             | 802       | 칭다오시 | 스난 구   |
| 213     | 마이다오       | 麦岛        | ■ 칭다오 지하철 5호선 (공사중)              | 1160      | 칭다오시 | 라오산 구 |
| 214     | 하이요우루     | 海游路      |                                             | 1156      | 칭다오시 | 라오산 구 |
| 215     | 하이추안루     | 海川路      |                                             | 1005      | 칭다오시 | 라오산 구 |
| 216     | 하이안루       | 海安路      |                                             | 1225      | 칭다오시 | 라오산 구 |
| 217     | 석노인해수욕장 | 石老人浴场  | ■ 칭다오 지하철 5호선 (공사중)              | 1547      | 칭다오시 | 라오산 구 |
| 218     | 미오링로       | 苗岭路      | ■ 칭다오 지하철 11호선                      | 1043      | 칭다오시 | 라오산 구 |
| 219     | 통안루         | 同安路      |                                             | 1496      | 칭다오시 | 라오산 구 |
| 220     | 라오양동루     | 辽阳东路    | ■ 칭다오 지하철 4호선                       | 815       | 칭다오시 | 라오산 구 |
| 221     | 둥한           | 东韩        |                                             | 1483      | 칭다오시 | 라오산 구 |
| 222     | 화러우산로     | 华楼山路    |                                             | 2255      | 칭다오시 | 리창 구   |
| 223     | 저우산로       | 枣山路      |                                             | 906       | 칭다오시 | 리창 구   |
| 224     | 리춘           | 李村        |                                             | 1071      | 칭다오시 | 리창 구   |
| 225     | 리춘공원       | 李村公园    |                                             | 937       | 칭다오시 | 리창 구   |
| 226     | 하왕부         | 下王埠      |                                             | -         | 칭다오시 | 리창 구   |
| 227     | 후얼야         | 佛耳崖      |                                             | -         | 칭다오시 | 리창 구   |
| 228     | 허촨루         | 合川路      | ■ 칭다오 지하철 15호선 (공사중)             | -         | 칭다오시 | 리창 구   |
| 229     | 빈촨루         | 宾川路      |                                             | -         | 칭다오시 | 리창 구   |
| 230     | 원사항         | 院士港      |                                             | -         | 칭다오시 | 리창 구   |
| 231     | 스위안대로     | 世园大道    |                                             | -         | 칭다오시 | 리창 구   |
| 232     | 세박원         | 世博园      | ■ 칭다오 지하철 11호선                      | -         | 칭다오시 | 리창 구   |